# Hideyuki Hori
Hideyuki Hori (堀 秀行 Hori Hideyuki?) es un seiyū nacido el 23 de marzo de 1954 en Tokio. Él es el hermano menor del seiyū Yukitoshi Hori y trabaja para Aoni Production.

## Papeles importantes

### TV Anime
- Ai Shoujo Pollyanna Monogatari (Timothy)
- Blue Comet SPT Layzner (Ahmos Gale)
- Remi, Nobody's Girl (Koraaru)
- InuYasha (Tokajin)
- O~i! Ryoma (Hanpeita Takechi)
- Otogi-Jūshi Akazukin (Shirayuki-hime)
- Ginga: Nagareboshi Gin (John)
- Mobile Suit Gundam Seed (George Glenn)
- Mobile Suit Gundam Seed Destiny (Lord Djibril)
- Mobile Fighter G Gundam (Schwarz Bruder, Kyoji Kasshu)
- Kinnikuman (Warsman (ep. 65~), Gangarian, Baracky)
- Kinnikuman Nisei (Kinkotsuman)
- Getbackers (Kurusu Masaki)
- Keroro Gunso (Tora-otoko)
- Albegas (Tetsuya Jin)
- Sakigake!! Otokojuku (Momotarou Tsurugi)
- Generator Gawl (Kanae)
- Zentrix (Jarad)
- City Hunter 2 (Robert Harrison)
- Saint Seiya (Phoenix Ikki)
- Fafner of the Azure (Michio Hino)
- Tiger Mask Nisei (Tetsu Aku/Tiger Mask)
- You're Under Arrest (Strike Otoko)
- Tatakae!! Ramenman (Chuchai)
- Dr. Slump and Arale-chan (Auto Bike Monk)
- Doraemon (Adult Nobita)
- Dai no Daibouken (Hyunkel)
- Dragon Ball Z (Commander Ginyu)
- Transformer: The Headmaster (Chromedome)
- Transformers: Super-God Masterforce (Chromedome)
- High School! Kimengumi (Rinji Chu)
- Pataliro! (Plasma X)
- Black Cat (Belze Rochefort)
- Black Jack (Tezuka)
- Fist of the North Star (Ryuuga)
- Magical Taruruuto-kun (Shogunosuke Edojo)
- Guardian Angel Getten (Tarousuke Shichiri)
- One Piece (Bartholomew Kuma)
- Detective Conan (Tomoaki Araide)
- Lady Georgie (Abel)

### OVA
- Fuma no Kojiro (Ryouma)
- Ai no Kusabi (Sid)
- Legend of the Galactic Heroes (Maximillian von Katsrop)
- Saint Seiya Hades Santuario (Phoenix Ikki)
- Shōnan Jun'ai Gumi (Ryūji Danma)[1]
- Sohryuden (Hajime Ryudo)
- Baoh (Ikurō Hashizawa)

### Películas de Anime
- Películas de Kinnikuman (Warsman)
- Películas de Saint Seiya (Phoenix Ikki)
- Doraemon: Nobita and the Dragon Knight (Banpo)
- Memories (Nobuo Tanaka)
- Perfect Blue (Sakuragi)
- Rokudenashi BLUES (Taison Maeda)

### Videojuegos
- Ys I, II, IV (Keith Fact)
- Kinnikuman Series (Warsman, Kinkotsuman)
- Super Robot Wars (Ahmos Gale, Schwarz Bruder, Kyouji Kasshu)
- Saint Seiya: Chapter-Sanctuary (Phoenix Ikki)
- Serie de Dead or Alive (Ryu Hayabusa)
- Videojuegos de Dragon Ball Z (Comandante Ginyu)
- Videojuegos de Dragon Ball Z Sparking! (Comandante Ginyu)
- Ninja Gaiden (Ryu Hayabusa)
- Black Matrix (Leburobs)
- Langrisser V: The End of Legend (Omega-137)
- Videojuegos de One Piece

### Tokusatsu
- GōGō Sentai Bōkenger (Daikenjin Zubān)